# クローネンブルグ (バラ)

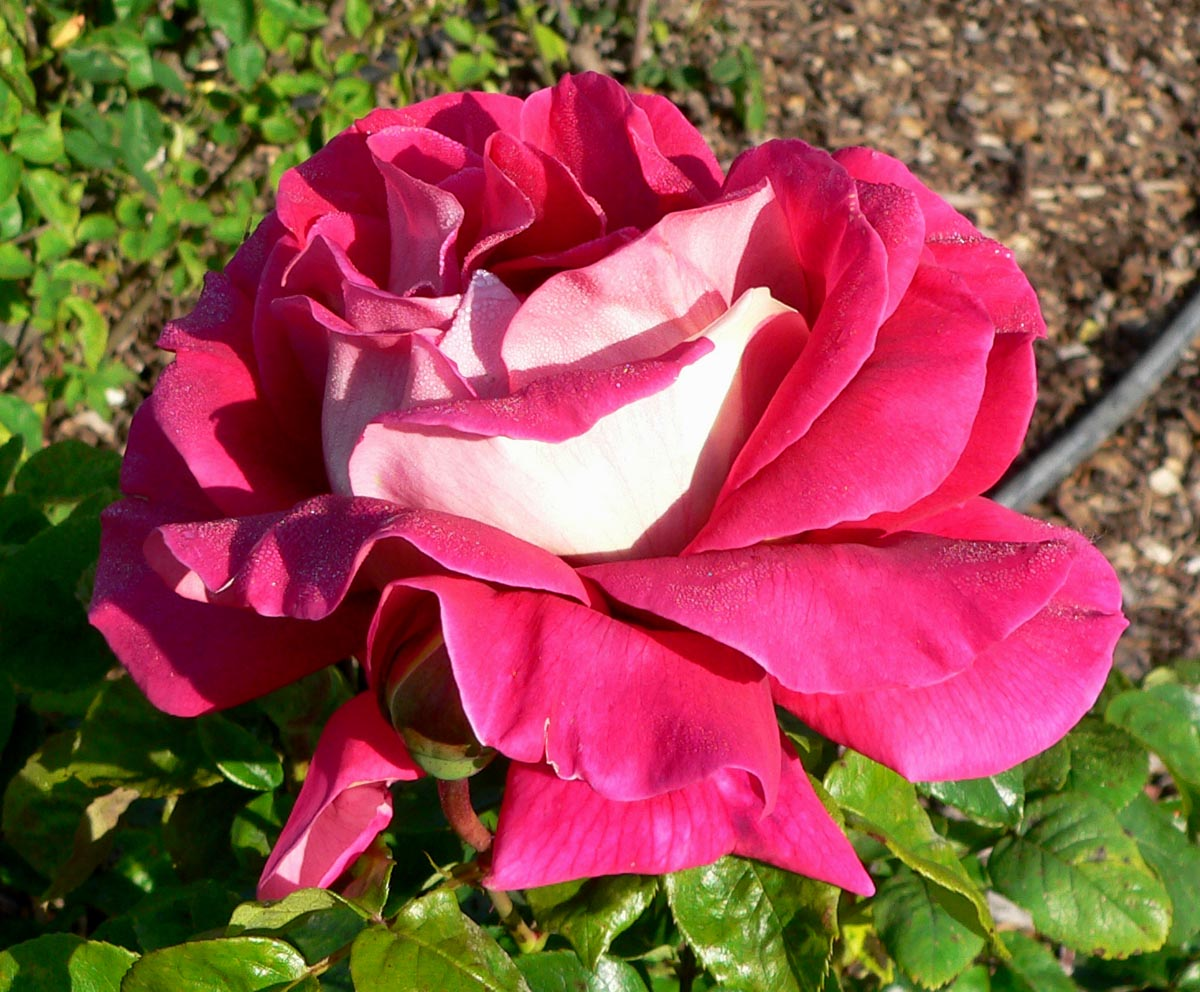
クローネンブルグ

クローネンブルグ (Kronenbourg) は、バラの園芸品種の1つ。1966年にイギリスで、Sam. Ⅳ McGredyによって作出された。フレーミング・ピース (Flaming Peace) の別名でも知られる。
横張り性のハイブリットテイ－系のバラ。ピースの枝変わりである。花は表側が濃い赤色、裏側は黄色またはクリーム色になる。花径は時に13cmを越える巨大輪になることもある。咲き進むとともに、次第に赤紫色を帯びる。花の色を別にすれば、性質はピースとほぼ同等。時々、花がピースに戻ることがある。強健種と評価されている。